# Berto Condê
Berto Antonino Condé (Petrópolis, 7 de fevereiro de 1895 — São Paulo, 6 de março de 1966) foi um político brasileiro. Exerceu o mandato de deputado federal constituinte por São Paulo em 1946. Seus pais eram Filomena Condé e Antônio Antonino Condé. Se casou com Genoveva Xavier Condé e teve três filhos. 

## Carreira
Cursou o ensino básico em sua cidade natal. Tempos depois foi estudar na Faculdade de Ciências Jurídicas e Sociais do Rio de Janeiro, onde se formou em 1916. Já com o diploma, se mudou para São Paulo e lá iniciou a profissão como promotor público, a qual conciliou com a carreira acadêmica, lecionando na Faculdade de Ciências Econômicas do estado. Viveu parte do seu caminho profissional durante o do Estado Novo, período  em que Vargas fechou o Congresso Nacional e governou de forma autoritária sob uma nova constituição (a Polaca)
Em 1945, com o fim do Estado Novo, o Brasil voltou a redemocratização e a política voltou a se abrir. Com isso, Berto se ligou ao Partido Trabalhista Brasileiro (PTB). Nesse mesmo ano, em dezembro, ele se elegeu à deputado pelo estado de São Paulo. Além disso, passou a integrar nessa mesma época, o Conselho Nacional de Política Industrial e Comercial, onde ficou até assumir seu cargo como deputado, em fevereiro de 1946. Foi vice presidente da Assembleia Nacional Constituinte de 1946 até 1951 (seu mandato foi prorrogado nesse período). Nesse contexto, a Assembléia estava se tornando em um Congresso.
Em 1948, se posicionou contra a cassação dos mandatos de parlamentares comunistas e no ano seguinte ocupou o cargo de primeiro-vice-presidente da Câmara. Se reelegeu pelo Partido Social Progressista no ano de 1950, mas não venceu. Encerrou seu mandato e se dedicou à outras áreas.  Ele retomou os trabalhos como advogado e voltou a lecionar. Começou a ministrar aulas de direito internacional privado na Faculdade de Ciências Econômicas Álvares Penteado.
Berto, além da carreira política, acadêmica e dos ofícios com a  advocacia, ainda atuou como jornalista. Foi o fundador da Revista de Direito Penal, contribuiu com a Revista de Direito e atuou em jornais como: Jornal do Brasil,  Jornal do Comércio e  Folha de S.Paulo. Também foi secretário da Sociedade Brasileira de criminologia,  membro do Instituto dos Advogados de São Paulo.
Berto Condé faleceu no dia 6 de março de 1966, aos 71 anos, na cidade de São Paulo.

### Publicações
Ensaios de política espiritualista - 1927
Propugnando um governo isento de personalismo - 1928
Política brasileira: novos rumos - 1936
Estudos de política comercial e Princípios de direito comercial e internacional